# Tibettræ
Tibettræ (Albizia lebbeck) er et træ i ærteblomstfamilien (Fabaceae), der stammer fra det indiske subkontinent og Burma. Det dyrkes i vid udstrækning og er naturaliseret i andre tropiske og subtropiske områder, herunder Australien.

## Beskrivelse
Det er et træ, der bliver 18-30 m højt med en stamme på 50 cm til 1 m i diameter. Bladene er dobbelt fjersnitdelte, 7,5-15 cm lange, med et til fire par småblade, hvor hvert småblad igen har 6-18 småblade. Blomsterne er hvide med talrige 2,5-3,8 cm lange støvdragere og meget velduftende. Frugten er en 15-30 cm lang og 2,5-5,0 cm bred bælg, der indeholder seks til tolv frø.

## Anvendelse
Tibettræ bruges blandt andet til miljøforvaltning, foder, medicin og tømmer. Det dyrkes som et skyggetræ i Nord- og Sydamerika. I Indien og Pakistan bruges træet til at producere tømmer. Tibettræets ved har en massefylde på 0,55-0,66 g/cm3 eller højere.
Selv hvor den ikke er hjemmehørende, kan nogle naturligt forekommende planteædere bruge tibettræ som en føderesurse. For eksempel er nandu (Rhea americana) blevet set spise af træet i Brasiliens cerrado.

## Etnobotanik
Tibettræ er et astringerende middel, der bruges af nogle kulturer til at behandle bylder, hoste, til at behandle øjne, influenza, tandkødsbetændelse (gingivitis), lunge- og brystproblemer, det bruges som tonikum og til at behandle abdominale tumorer. Barken bruges medicinsk til at behandle betændelse. Disse oplysninger blev opnået via etnobotaniske optegnelser, som er en henvisning til, hvordan planten bruges af indfødte folk; der er ikke verificerbar, videnskabelig eller medicinsk evaluering af effektiviteten af disse påstande. Tibettræ er også psykoaktivt.